# Spintria
Spintria è un nome di persona maschile che indicava un pervertito, un effeminato, ma che, dal XVI secolo in poi, è andato a indicare una classe di tessere erotiche e una particolare categoria di gettoni romani, usati in genere per pagamenti di prestazioni sessuali rese all'interno di un lupanare (in tale uso come sostantivo, il plurale era spintriae). Su di essi, usualmente, sono raffigurate scene erotiche eterosessuali da un lato e un valore in assi dall'altro, talvolta indicato da un A (= assis)
Erano usati per pagare le prestazioni sessuali delle prostitute, che a volte parlavano una lingua diversa.

## Aspetto
Erano di norma coniati in ottone o bronzo e avevano circa le dimensioni di una moneta da 50 centesimi di euro.
Sul diritto vi era la rappresentazione di scene delle 15 diverse forme di coito o fellatio, mentre al rovescio i numeri da I a XVI. Davanti ai numeri II, IIII e VIII si trova a volte la lettera "A". Si suppone che i numeri indichino il costo delle prestazioni in assi, che spiegherebbe la lettera "A". Il numero XVI corrisponde alla divisione del denario in 16 assi.
Questo erano i limiti di prezzo dell'offerta della prostituzione eterosessuale. Sono stati ritrovati esemplari con i numeri XVII e XXV, di cui si hanno solo un esempio, che sono considerati errori di coniazione.
Esistono anche altri oggetti monetiformi simili che sono interpretati diversamente: gettoni per fare conti, marche d'ingresso a bordelli, teatri ed altro. Ne sono stati coniati anche per diffamare l'imperatore Tiberio. Tuttavia le rappresentazioni di scene sessuali li legano strettamente ai bordelli. Erano utilizzate probabilmente per non portare all'interno dei lupanari delle monete con l'effige dell'imperatore.
Il numismatico Theodore V. Buttrey Jr. ipotizza anche che siano stati usati come pezzi per i giochi.

### Fonti primarie
- Tacito, ann., 6.1
- Svetonio, Tiberius, 43